# كوري باترسون
كوري باترسون (بالإنجليزية: Corey Patterson)‏ هو لاعب كرة قاعدة أمريكي، ولد في 13 أغسطس 1979 في أتلانتا في الولايات المتحدة.

## وصلات خارجية
- كوري باترسون على موقع دوري كرة القاعدة الرئيسي (الإنجليزية)
- كوري باترسون على موقعبيزبول رفرنس.كوم (الدوري الرئيسي) (الإنجليزية)
- كوري باترسون على موقعبيزبول رفرنس.كوم (الدوري الثانوي) (الإنجليزية)
- كوري باترسون على موقع إي إس بي إن.كوم (أم.أل.بي) (الإنجليزية)
- كوري باترسون على موقع مشجعي الرسوم البيانية (الإنجليزية)